# 섹션제로
《섹션제로》(프랑스어: Section Zero)는 2016년에 개봉한 프랑스의 텔레비전 드라마이다.

## 캐스팅
- 올라 라파스 : 시리우스 베케르 역
- 파스칼 그레고리